# 峰のぞ美
峰 のぞ美（みね のぞみ、1988年9月3日 - ）は、茨城県出身のタレント、ファッションモデルである。
所属事務所はウィンドー。かつてはムーン・ザ・チャイルドに所属していた。

## 来歴・人物
- 2000年、ファッション雑誌「ピチレモン」（学研）の読者モデルオーディションで準グランプリを受賞し、同年から2006年まで専属モデルとして活動した。現在でも、ピチモ時代の同僚だった壁谷明音[5]や原田百合果[6]、浅田美穂[7]と交流を深め続けている。
- 2010年5月5日に入籍[8]、同月29日に結婚披露宴を挙げる[9]。同年9月11日に第一子となる女児を[10]、2012年4月19日に第二子の男児を出産した[11]。
- 2016年3月、雑誌「Como」（主婦の友社）4月号で発表された同誌の専属モデルオーディションに合格。結婚後の名前である「齊藤のぞ美」名義で登場している[1]。
- 趣味は歌うこと、特技はエレクトーン、ピアノ、バドミントン。
- 9歳下の弟がいる[7]。

## 出演

### 雑誌
- ピチレモン（学研、2000年 - 2006年）専属モデル
- memew（近代映画社）
- ヤングチャンピオン（秋田書店）

### TV
- 深夜の星 ~U15Jrアイドル杯 かわいい娘は好きですか~（TBS）
- カラオケマイク王（テレビ東京）
- 日テレEVENING タカラ e-KARA N篇（日本テレビ）
- エンブルTV ウチらスタイル（フジテレビ）
- ウチスタR（フジテレビ）レギュラー

### ラジオ
- くまちゃんのIDOL@GO GO（FM世田谷）
- ピチモのサタピチ（TBSラジオ）

### CM
- ピンキッシュ ステンシルネイルボックス（タカラ）
- マシュマロクッション篇（ミスタードーナツ）
- オシャレッグ!（タカラ）